# Theodor Mundt
Theodor Mundt (Potsdam, 19 settembre 1808 – Berlino, 30 novembre 1861) è stato un romanziere e critico letterario tedesco.

## Biografia
Mundt studiò filologia e filosofia a Berlino. Nel 1832 si stabilì a Lipsia come giornalista, dove co-pubblicò Blätter für litterarische Unterhaltung e dove fu sottoposto ad una rigorosa supervisione della polizia. Nel 1839 sposò Klara Müller (1814-1873).
La sua intenzione di intraprendere la carriera accademica venne frustrata dalle leggi prussiane: riuscì solo nel 1842 a diventare Privatdozent. Nel 1848 fu nominato professore di letteratura e storia a Breslavia e nel 1850 nominato professore e bibliotecario a Berlino, dove in seguito morì.

## Opere
Mundt scrisse ampiamente su temi estetici e di critica. Tra le sue opere importanti vi sono: Die Kunst der deutschen Prosa (1837); Geschichte der Literatur der Gegenwart (1840); Aesthetik, die Idee der Schönheit und des Kunstwerks im Lichte unserer Zeit (1845, nuova ed. 1868); Die Götterwelt der alten Völker (1846, nuova ed. 1854). Ha anche scritto diversi romanzi storici come Thomas Münzer (1841); Mendoza (1847); e Die Matadore (1850). Con Karl August Varnhagen von Ense, ha curato le lettere di Karl Ludwig von Knebel.
Ma forse la sua fama era dedita al femminismo dal quale pubblicò la relativa opera Madonna, Unterhaltungen mit einer Heiligen (1835).